# 成川遺跡
座標: 北緯31度12分37.3秒 東経130度37分01.4秒 / 北緯31.210361度 東経130.617056度
成川遺跡（なりかわいせき）は、鹿児島県指宿市山川成川に所在する縄文時代から古墳時代にかけての複合遺跡。弥生時代中期〜古墳時代の多数の土壙墓群が検出され、同地域の古墳時代土器様式である「成川式土器」の標式遺跡として知られる。

## 概要
薩摩半島南部、鹿児島湾（錦江湾）入口に臨む活火山「池田山川」の南東山麓に延びる標高45〜55メートルほどの舌状台地の、南側斜面に位置する。1.5ヘクタールほどの範囲の中で、弥生時代中期の板石を用いた祭祀遺構のほか、弥生時代後期から古墳時代中期にかけての大規模な墓地遺構が発見された。史跡指定などはされていないが、現地には発掘調査の概要を示す解説板と石碑がある。
同遺跡の北東約4キロメートルの地点には国の史跡に指定されている橋牟礼川遺跡がある。

## 調査
1957年（昭和32年）、山川湾埋立てのための土砂採掘により、この台地斜面を切崩していたところ、42体分の人骨が出土し、発掘調査が行われ、遺跡の存在が明らかになった。
翌1958年（昭和33年）の調査では、土壙墓2基のほか、同地域に特有の立石土壙墓11基、人骨233体分が出土した。1980年〜1981年（昭和55年〜56年）にも発掘調査が行われ、土器や鉄器などを持つ弥生時代中期から古墳時代にかけての土壙墓141基、人骨115体分が出土し、過去の調査と合わせると土壙墓143基、人骨390体分に上ることとなった。これらの土壙墓（土器棺墓を含む）ないし人骨は、ほぼすべてが東西方向を軸に埋葬され、鉄器類は多量に出土しているが、個別の墓壙に副葬されず、墓域全域に散在したり、墓前の地面に突き立てられたりして共献されるという特徴を持っている。蛇行剣や異形鉄器など、特異な遺物も存在する。
また、出土した土器類で古墳時代のものは、九州南部に広がる地域色の強い同時代の土器様式と判明し、「成川式土器」と命名された。この成川式土器は、過去に弥生土器として認識されたことがあり、縄文土器と弥生土器に時代差があることを初めて証明した、1919年（大正8年）の橋牟礼川遺跡発掘調査において「弥生土器」として提示された土器資料が、実はすべて成川式土器であった、という逸話がある。